# Giancarlo Chanton
Giancarlo Chanton (* 29. November 2002 in Büsserach) ist ein Schweizer Eishockeyspieler, der seit Juli 2021 beim Genève-Servette HC aus der Schweizer National League unter Vertrag steht und dort auf der Position des Verteidigers spielt.

## Karriere
Über den EHC Laufen und den EHC Basel kam Chanton in den Nachwuchs des SC Langnau. Im Sommer 2019 wurde er im CHL Import Draft von den Niagara IceDogs in der ersten Runde an 47. Position ausgewählt. Für die IceDogs lief der Verteidiger in der Saison 2019/20 ein Jahr in der Ontario Hockey League (OHL) auf. Vor dem Hintergrund der COVID-19-Pandemie kehrte das Talent im Herbst 2020 in den Nachwuchs der Langnauer zurück, wurde jedoch an den SC Langenthal aus der Swiss League verliehen.
Im Mai 2021 unterschrieb Chanton seinen ersten Profivertrag beim Genève-Servette HC, der Dreijahresvertrag galt ab der Saison 2021/22. Um Spielpraxis zu sammeln, blieb der Abwehrspieler auf Leihbasis aber weiterhin in SC Langenthal. Ebenso kam er in der Spielzeit 2022/23 bei deren Ligakonkurrenten HC La Chaux-de-Fonds zu Einsätzen und sicherte sich mit dem Team den Titel der Swiss League. Ebenso gewann er in der Saison 2022/23 mit dem Genève-Servette HC den ersten Meistertitel der Vereinsgeschichte. Im Folgejahr sicherten sich die Genfer auch den Titel der Champions Hockey League.

### International
In den Altersstufen U16, U17, U18 und U20 wurde Chanton in der jeweiligen Schweizer Nationalmannschaft eingesetzt, dabei nahm er unter anderem an der U18-Junioren-Weltmeisterschaft 2019 sowie den U20-Junioren-Weltmeisterschaften 2021 und 2022 teil. Zudem spielte er beim Europäischen Olympischen Winter-Jugendfestival 2019 im bosnischen Sarajevo für die Schweiz.
Sein Debüt in der A-Nationalmannschaft feierte Chanton im November 2024 im Rahmen des Karjala Cup. Gleich auf Anhieb gelangen Chanton Tore, so erzielte er gegen Finnland und Tschechien seine ersten Tore im Nationalmannschaftsdress.

## Erfolge und Auszeichnungen
- 2023 Schweizer Meister mit dem Genève-Servette HC
- 2023 Meister der Swiss League mit dem HC La Chaux-de-Fonds
- 2024 Champions-Hockey-League-Gewinn mit dem Genève-Servette HC

## Karrierestatistik
Stand: Ende der Saison 2024/25

### International
Vertrat die Schweiz bei:
| - Europäischen Olympischen Winter-Jugendfestival 2019 - U18-Junioren-Weltmeisterschaft 2019 - Hlinka Gretzky Cup 2019 | - U20-Junioren-Weltmeisterschaft 2021 - U20-Junioren-Weltmeisterschaft 2022 |

(Legende zur Spielerstatistik: Sp oder GP = absolvierte Spiele; T oder G = erzielte Tore; V oder A = erzielte Assists; Pkt oder Pts = erzielte Scorerpunkte; SM oder PIM = erhaltene Strafminuten; +/− = Plus/Minus-Bilanz; PP = erzielte Überzahltore; SH = erzielte Unterzahltore; GW = erzielte Siegtore; 1 Play-downs/Relegation; Kursiv: Statistik nicht vollständig)